# حقل مرتب
في الرياضيات، حقل مرتب (بالإنكليزية: Ordered field) هو حقل مزود بترتيب كلي لعناصره حيث يبقى هذا الترتيب منسجما مع العمليات المُعرفة للحقل. أبرز مثال على الحقل المرتب، هو حقل الأعداد الحقيقية.
كل حقل جزئي من حقل مرتب هو أيضا حقل مرتب، ترتيبه هو الترتيب الموروث من الحقل الكلي.

## أمثلة عن الحقول المرتبة
من الأمثلة عن الحقول المرتبة ما يلي:
- مجموعة الأعداد الجذرية.
- مجموعة الأعداد الحقيقية.
- كل حقل جزئي من حقل مرتب كما هو الحال على سبيل المثال، بالنسبة لمجموعة الأعداد الجبرية أو الأعداد القابلة للحساب.

## خصائص
- زمرة مرتبة خطيا
- فضاء متجهي مرتب
- حلقة مرتبة جزئيا
- فضاء مرتب جزئيا
- زمرة مرتبة